# Океанијски Куп нација у рукомету 2008.
3. Океанијски Куп нација у рукомету 2008. је првенство мушких рукометних репрезентација земаља Океаније, које је ове године било и квалификациони турнир за пласман на Светско првенство 2009.
Такмичење се одржало од 7. до 10. априла 2008. уз учешће четири репрезентције. Играло се лига системом (свако са сваким) у Велингтону Нови Зеланд.
Победник Купа нација је први пут у историји овог такмичења освојила репрезентација Нове Каледоније, али је на Светско првенство 2009 у Загребу путовала другопласирана Аустралија јер Нова Каледонија није независна држава.

## Резултати
| Датум      | Време     | 1. екипа        | Резултат       | 2. екипа        |
| Прво коло  | Прво коло | Прво коло       | Прво коло      | Прво коло       |
| ---------- | --------- | --------------- | -------------- | --------------- |
| 7. април   | 18,00     | Нова каледонија | 20 : 15 (10:7) | Аустралија      |
|            | 20,00     | Кукова острва   | 27 : 23 (11:9) | Нови Зеланд     |
| Друго коло |           |                 |                |                 |
| 8. април   | 18,00     | Аустралија      | 32 : 11 (15:6) | Кукова острва   |
|            | 20,00     | Нови Зеланд     | 8 : 40         | Нова каледонија |
| Треће коло |           |                 |                |                 |
| 10. април  | 18,00     | Нова Каледонија | 43 : 12        | Кукова острва   |
|            | 20,00     | Нови Зеланд     | 17 : 38 (8:23) | Аустралија      |

## Табела
| Табела          | ИГ | Д | Н | ИЗ | ДГ  | ПГ  | ГР  | Бод. |
| --------------- | -- | - | - | -- | --- | --- | --- | ---- |
| Нова каледонија | 3  | 3 | 0 | 0  | 103 | 35  | +68 | 6    |
| Аустралија      | 3  | 2 | 0 | 1  | 85  | 48  | +37 | 4    |
| Кукова острва   | 3  | 1 | 0 | 2  | 50  | 98  | -48 | 2    |
| Нови Зеланд     | 3  | 0 | 0 | 3  | 48  | 105 | -57 | 0    |